# Pont suspendu de Baishihu
Le pont suspendu de Baishihu (officiellement en chinois traditionnel : 白石湖吊橋 ; pinyin : Báishí hú diàoqiáo) est une construction en bois dans la zone agricole de loisirs de Baishihu, située dans le district de Neihu de la municipalité spéciale de Taipei.
La suspension est longue de 116 mètres de long,.
Elle relie les sites touristiques du Dragon Boat Rock à l'Est aux cascades Yuanjue à l'Ouest, connectant les quatre montagnes Baishihu, Daluntou, Zhongyong et Liyu.

## Construction et histoire
Ce pont a une construction très visible, elle est constituée d’une culée droite à la place des câbles que l’on trouve en général sur les autres ponts suspendus. Celui-ci n’a aucun câble, c'est ce qu'on appelle un pont invisible, ce qui rend son style presque unique au monde, quoique très présent à Taïwan. 
Le pont se situe à environ 482 mètres au-dessus du niveau de la mer. 
Ce pont suspendu est le premier de son genre à être de longue portée à Taipei.
Il fut construit par la mairie de Taipei, par la raison du nombre de visiteurs augmentant chaque année, afin de diminuer le trafic dû à la cueillette des fraises, car aux alentours de ce pont, il y a beaucoup de fermes agricoles produisant des légumes et des fraises biologiques en serre,.
Le pont a été construit dans un souci de paysage naturel, ce qui veut dire que ce pont correspond parfaitement au paysage de la flore et la faune environnante. Le pont est localement appelé le Taipei Sky Walk.
Ce pont est censé représenter un grand dragon qui veille sur Baishihu.

## Environnement et faune locale
De plus, plusieurs zones naturelles ou de style asiatiques telles que des temples, des vergers, des sentiers de randonnée et surtout de lacs et des cascades sont présentes autour du pont. Il se trouve la cascade Yuanjue et la flore locale est très présente dans les environs.
Plusieurs ateliers artistiques ou artisanaux sont présents dans l’ensemble du site et sont organisés par des anciens communautaires au site pour transmettre l’héritage de Baishihu aux plus jeunes.

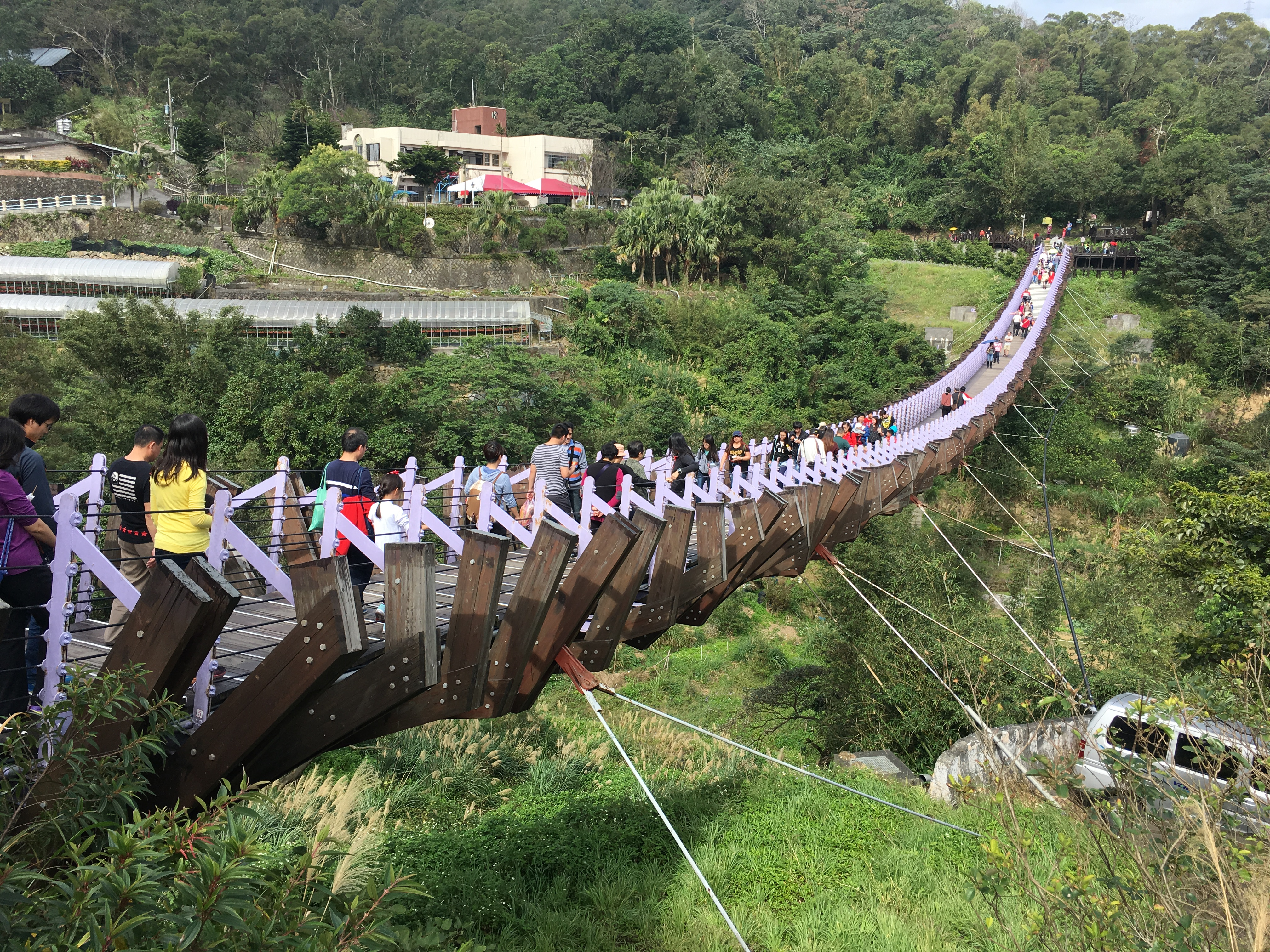
Vue d'ensemble du pont suspendu de Baishihu.
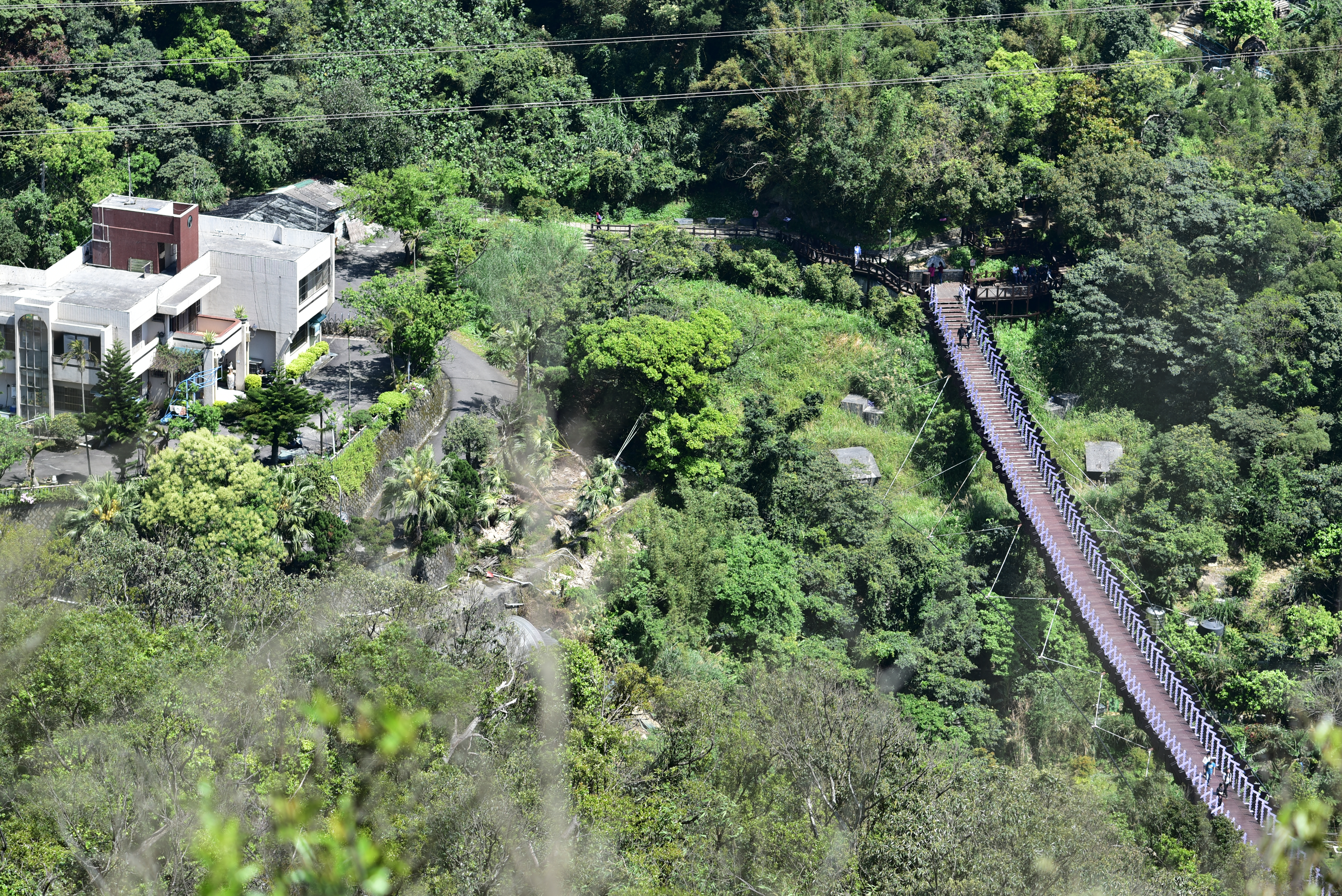
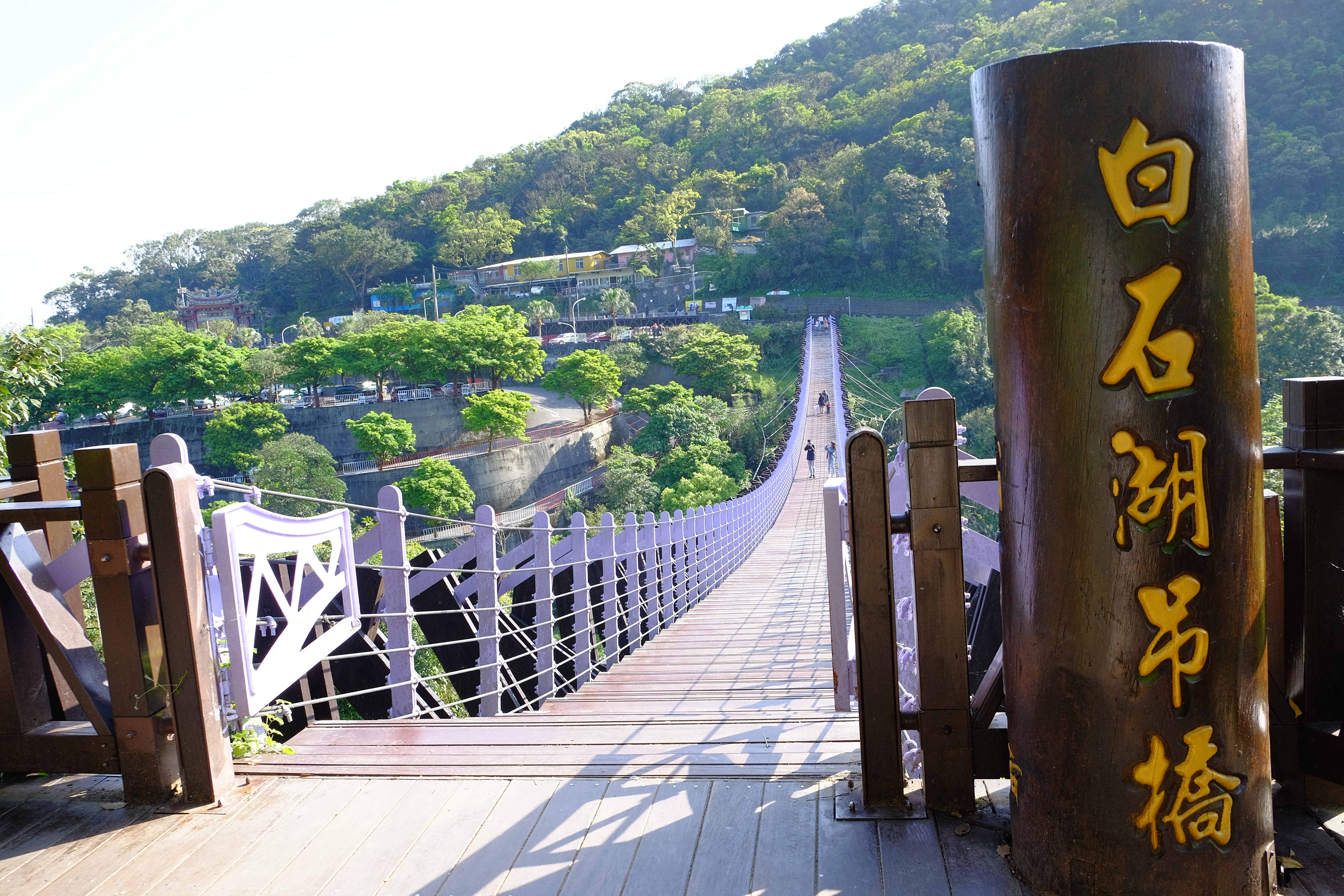